# Copelemur
Copelemur — рід адапіформних приматів, що жили в Північній Америці в ранньому еоцені.